# Wright Horizontal 4

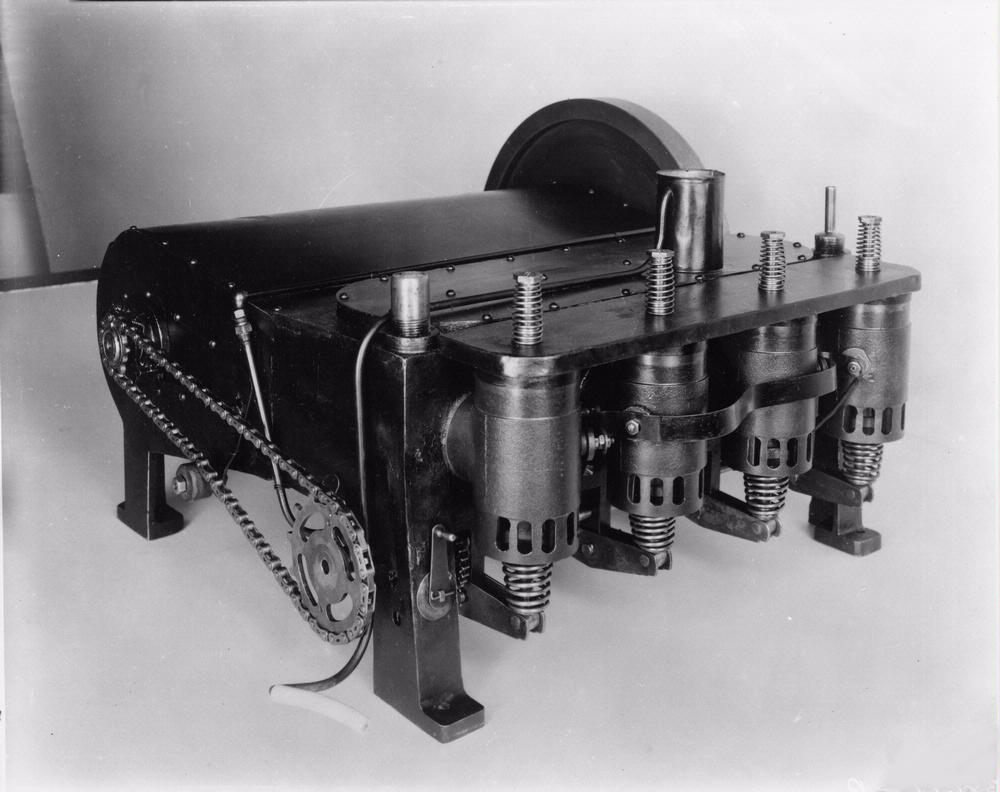
Um Wright Horizontal 4.

Wright Horizontal 4 foi a designação do primeiro modelo de motor produzido pelos irmãos Wright para o histórico voo do Flyer I em dezembro de 1903, e a partir de então, nos modelos subsequentes, o Wright Flyer II de 1904, e o Wright Flyer III de 1905. 
Assim que os Wright decidiram tentar um voo com uma máquina mais pesada que o ar motorizada, eles calcularam que o motor necessário para ter sucesso nesse objetivo, deveria produzir no mínimo 8 hp, pesando no máximo 91 kg. Uma rápida pesquisa no mercado automotivo, mostrou que não havia um motor com essas características disponível, e portanto, eles teriam que construir um eles mesmos.

## Projeto
A construção do Wright Horizontal 4, demandou uma completa mudança na forma como os motores eram construídos nos Estados Unidos naquela época. Pesquisando junto às fundições e laminações próximas, eles foram informados de que poderiam diminuir o peso se eles fizessem o bloco do motor de alumínio fundido. O alumínio no entanto era um metal muito "macio", e na época, ligas muito mais fortes estavam sendo desenvolvidas. Tanto a Benz quanto a Daimler da Alemanha estavam construindo motores com bloco de alumínio. Os Wright decidiram então fundir o bloco do motor com uma liga de 92% de alumínio e 8% de cobre.
A criação desse primeiro motor, não passou por uma fase de projeto formal. Eles usaram a experiência adquirida quando criaram um motor monocilíndrico movido à gás em 1901 que fornecia energia às ferramentas da oficina, e simplesmente faziam alguns esboços das partes desejadas, davam algumas instruções e o excepcional mecânico Charlie Taylor, que a essa altura já trabalhava para eles, cuidava de criar as peças restantes no torno, montar o motor com as peças fundidas, testá-lo e desenvolver o projeto.
A primeira versão desse motor levou seis semanas para ficar pronta, fazendo uso de um conjunto bastante rudimentar de ferramentas. Segundo a descrição de Charlie, a árvore de manivelas foi feita em aço, e o acabamento feito usando um torno simples, uma furadeira e até um martelo e talhadeira. O bloco do motor foi feito de alumínio fundido e trabalhado no torno de forma independente para cada cilindro. Os pistões eram de ferro fundido, e foram devidamente entalhados para acomodar os anéis.
O motor, depois de pronto, pesava 81,64 kg desenvolvendo 12 hp a 1.025 rpm. Na verdade, ele produzia cerca de 16 hp assim que era acionado, mas a potência caia para 12 hp quando o motor esquentava. O sistema de combustível, era bastante simples, um tanque com capacidade de quase 4 litros (que na realidade levava pouco mais de meio litro) ficava suspenso numa estrutura na asa, e a gasolina era alimentada por gravidade. A válvula usada era a de uma lanterna a gás comum. Não havia carburador, e o combustível era injetado numa câmara rasa no coletor, e depois de misturado com ar era injetado nos cilindros e aquecidos rapidamente, ajudando a vaporizar a mistura. O motor era ligado injetando algumas gotas de gasolina pura em cada cilindro.
Não havia velas de ignição. As centelhas eram obtidas pela abertura e fechamento de dois pontos de contato dentro da câmara de combustão, operados por hastes e eixos presos à arvore de manivelas. O interruptor de ignição, era uma chave de contato simples comprada numa loja de ferragens. Pilhas secas externas eram usadas para ligar o motor, que em seguida passava a usar um magneto comprado da Dayton Electric Company. Não havia baterias a bordo da aeronave. O radiador era feito de tubos simples usados em encanamentos domésticos. Outras características incluíam: uma correia de bicicleta que acionava a árvore de manivelas que por sua vez acionava os braços que comandavam o centelhamento e as válvulas de escapamento, mas o sistema "automático" das válvulas de entrada era aberto por sucção. Sem um sistema de aceleração, o motor só funcionava à toda velocidade, permitindo algum ajuste controlando a velocidade da árvore de manivelas. Um sistema de borrifamento lubrificava os rolamentos e outras partes móveis dentro do cárter, enquanto uma pequena bomba movida por engrenagens enviava óleo por um tubo e gotejava nos cilindros e nos pistões.

## Utilização
O motor foi acionado pela primeira vez em 12 de fevereiro de 1903. No dia seguinte, ele superaqueceu, deformou e travou na bancada de teste. Novas peças fundidas chegaram em 20 de abril, e Charlie reconstruiu o motor, que estava pronto no início de junho. Depois de equipar o Flyer I nos quatro voos de 17 de dezembro de 1903, o motor foi seriamente danificado quando o vento fez o Flyer capotar. Depois de perdas sucessivas devido a várias mudanças de local para exibições, várias idas e vindas, o motor que hoje em dia está exposto instalado no Wright Flyer de 1903, na Smithsonian Institution, foi construído em 1916, quando Orville restaurou o Flyer para uma exibição no Massachusetts Institute of Technology. Orville usou algumas peças originais (não se sabe quais ou quantas), mas ele fez a maior parte do motor do zero.
Além do primeiro exemplar desse motor usado no Flyer I, dois outros foram construídos, e utilizados nos Flyers II e III. Os exemplares #2 e #3, além de mais potentes, ostentavam várias melhorias, como por exemplo: uma corrente externa para acionar a árvore de manivelas, e uma distribuição de peso melhor, passando o reservatório de água para a parte superior direita e a linha de combustível e a válvula de desligamento para a parte inferior direita.

## Especificações

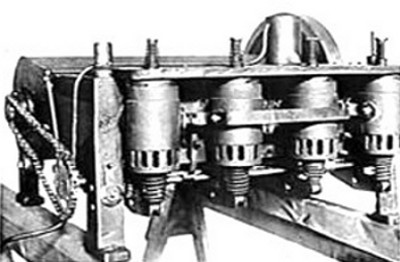
Detalhe das válvulas de um Wright Horizontal 4.

Essas são as características do motor Wright Vertical 4:
- Características gerais
  - Tipo: 4-cilindros horizontais em linha
  - Diâmetro: 102 mm
  - Curso: 102 mm
  - Capacidade: 3,3 litros
  - Peso vazio: 81,6 kg
  - Potência: 12 hp

- Componentes
  - Ignição: por contatos acionados por um magneto de baixa tensão
  - Sistema de combustível: injeção direta
  - Sistema de refrigeração: à água
  - Características exclusivas: válvulas de exaustão auxiliares nos cilindros